# Eduard Arnold
Eduard Arnold (* 30. August 1895 in Luzern; † 2. April 1977 ebenda, heimatberechtigt in Neuenkirch, anschliessend in Luzern) war ein Schweizer Politiker (SP) und Bundesrichter. 

## Leben und richterliche Karriere
Eduard Arnold wurde am 30. August 1895 in Luzern als Sohn des Graveurs und Mitbegründers der ersten selbsttragenden Krankenkassen im Berner Jura und in Luzern Vinzenz Bernard Arnold geboren. Nach dem Besuch des Gymnasiums in Luzern nahm Eduard Arnold bis 1920 ein Studium der Rechte an den Universitäten Bern und Zürich auf, bevor er 1921 das Luzerner Anwaltspatent erwarb.
In der Folge betrieb Eduard Arnold von 1927 bis 1942 eine eigene Anwaltspraxis. Zeitgleich fungierte er von 1926 bis 1942 als erster Ersatzrichter der SP am Luzerner Obergericht. Daneben war er von 1929 bis 1937 in gleicher Funktion am Amtsgericht Luzern sowie daran anschliessend bis 1942 am Eidgenössischen Versicherungsgericht in Luzern tätig. Schliesslich amtierte er von 1942 bis 1962 als Bundesrichter.
Eduard Arnold war verheiratet mit Anna Katharina, der Tochter des Elektrikers Josef Vogel. Er verstarb am 2. April 1977 fünf Monate vor Vollendung seines 82. Lebensjahres in Luzern.

## Politische Funktionen
Im Jahr 1924 trat Eduard Arnold der Sozialdemokratischen Partei der Schweiz bei. Auf kommunaler Ebene gehörte er von 1927 bis 1942 dem Grossen Stadtrat von Luzern an. Auf kantonaler Ebene war er zwischen 1931 und 1935 im Grossen Rat des Kantons Luzern vertreten. Darüber hinaus nahm er auf Bundesebene von 1935 bis 1942 Einsitz in den Nationalrat.
Dazu präsidierte Eduard Arnold von 1928 bis 1936 die  Arbeiterunion sowie von 1937 bis 1942 den VPOD. Ausserdem unterlag er 1929 als Kampfkandidat um das Stadtpräsidium dem Liberalen Max Wey. Eduard Arnold engagierte sich aktiv für das StGB, das 1942 in Kraft trat.